# Universitatea din Łódź
Universitatea din Łódź este o instituție de învățământ superior de stat din Łódź, Polonia.

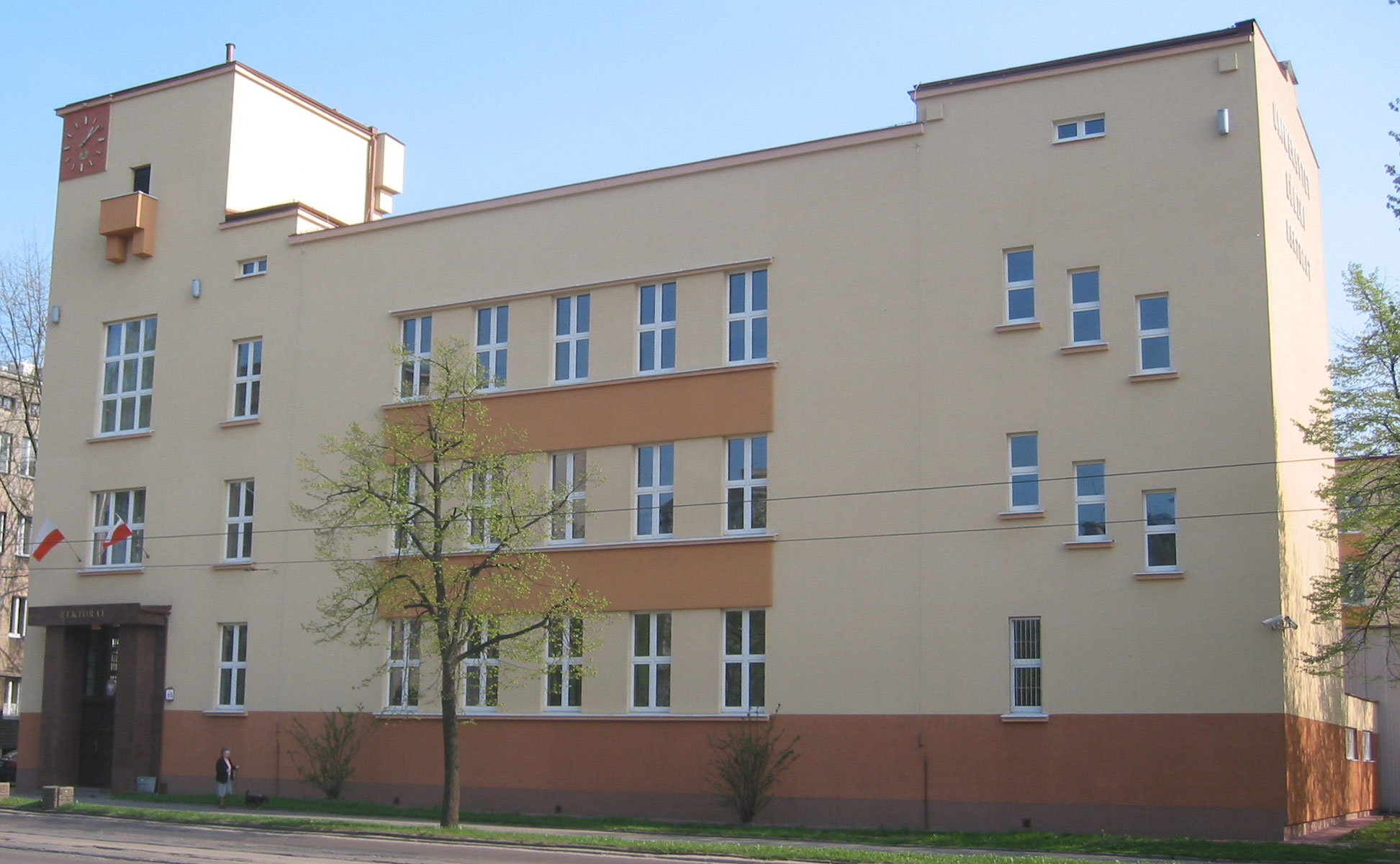
Rectoratul Universității

## Facultăți
- Facultatea de Biologie și Protecția Mediului
- Facultatea de Chimie
- Facultatea de Economie și Sociologie
- Facultatea de Filologie
- Facultatea de Filosofie și Istorie
- Facultatea de Fizică și Informatică Aplicată
- Facultatea de Matematică și Informatică
- Facultatea de Științe geografice
- Facultatea de Științe ale Educației
- Facultatea de Drept și Administrație
- Facultatea de Studii Internaționale și Politologice
- Facultatea de Management

## Autorități
- prof. dr hab. Włodzimierz Nykiel – rector
- prof. dr hab. Bogdan Gregor – prorector
- prof. dr hab. Jarosław Płuciennik – prorector
- prof. dr hab. Zbigniew Góral – prorector
- prof. dr hab. Antoni Różalski – prorector
- prof. dr hab. Zofia Wysokińska – prorector

## Rectori
1. Tadeusz Kotarbiński (1945–1949)
2. Józef Chałasiński (1949–1952)
3. Jan Szczepański (1952–1956)
4. Adam Szpunar (1956–1962)
5. Stefan Hrabec (1962–1965)
6. Józef Stanisław Piątowski (1965–1968)
  - Witold Janowski (1968)
7. Andrzej Nadolski (1968–1969)
8. Zdzisław Skwarczyński (1969–1972)
9. Janusz Górski (1972–1975)
10. Romuald Skowroński (1975–1981)
11. Jerzy Wróblewski (1981–1984)
12. Leszek Wojtczak (1984–1990)
13. Michał Seweryński (1990–1996)
14. Stanisław Liszewski (1996–2002)
15. Wiesław Puś (2002–2008)
16. Włodzimierz Nykiel (2008–2016)
17. Antoni Różalski (din 2016)

## Galerie

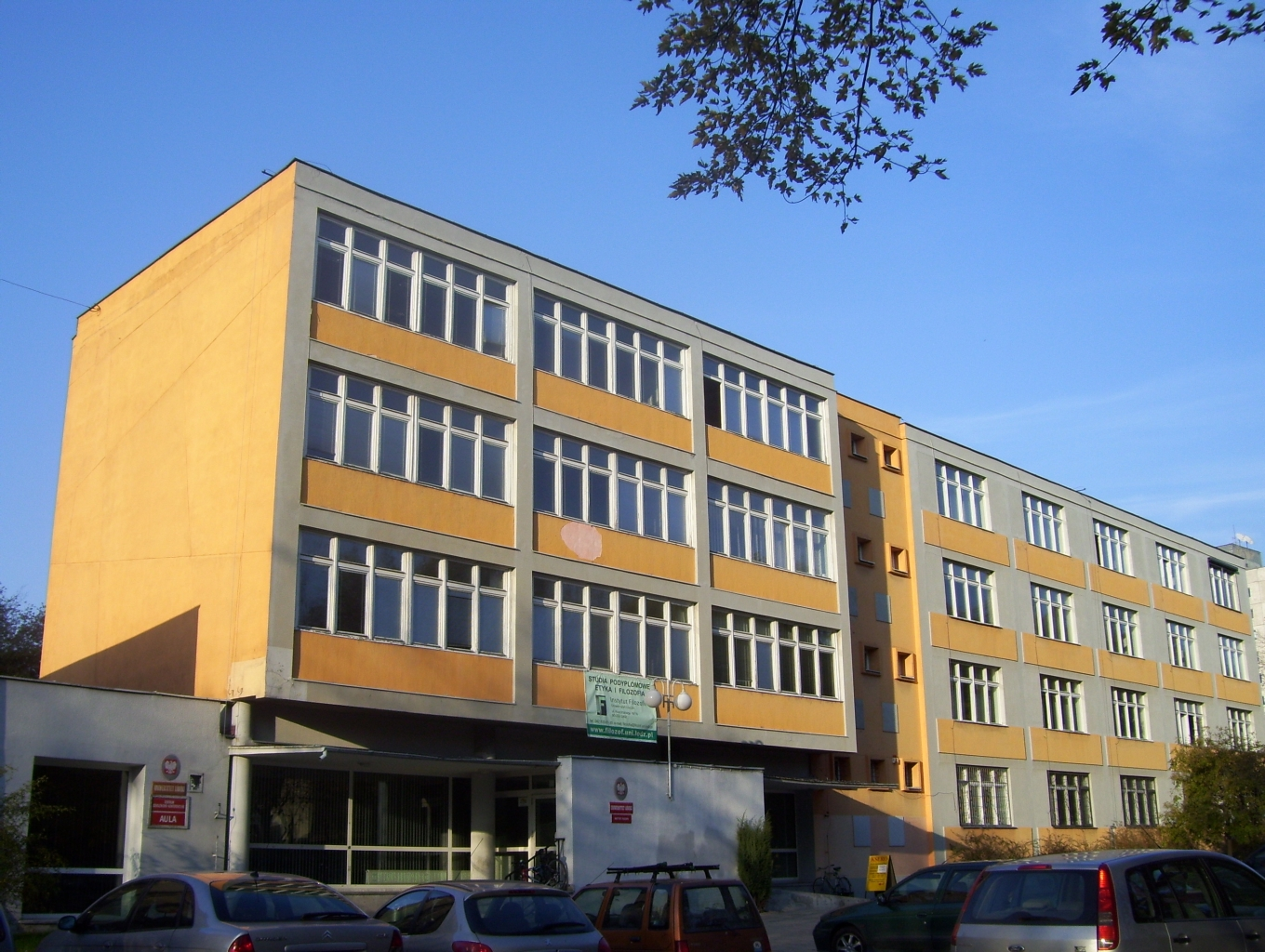
Institutul de Filozofie
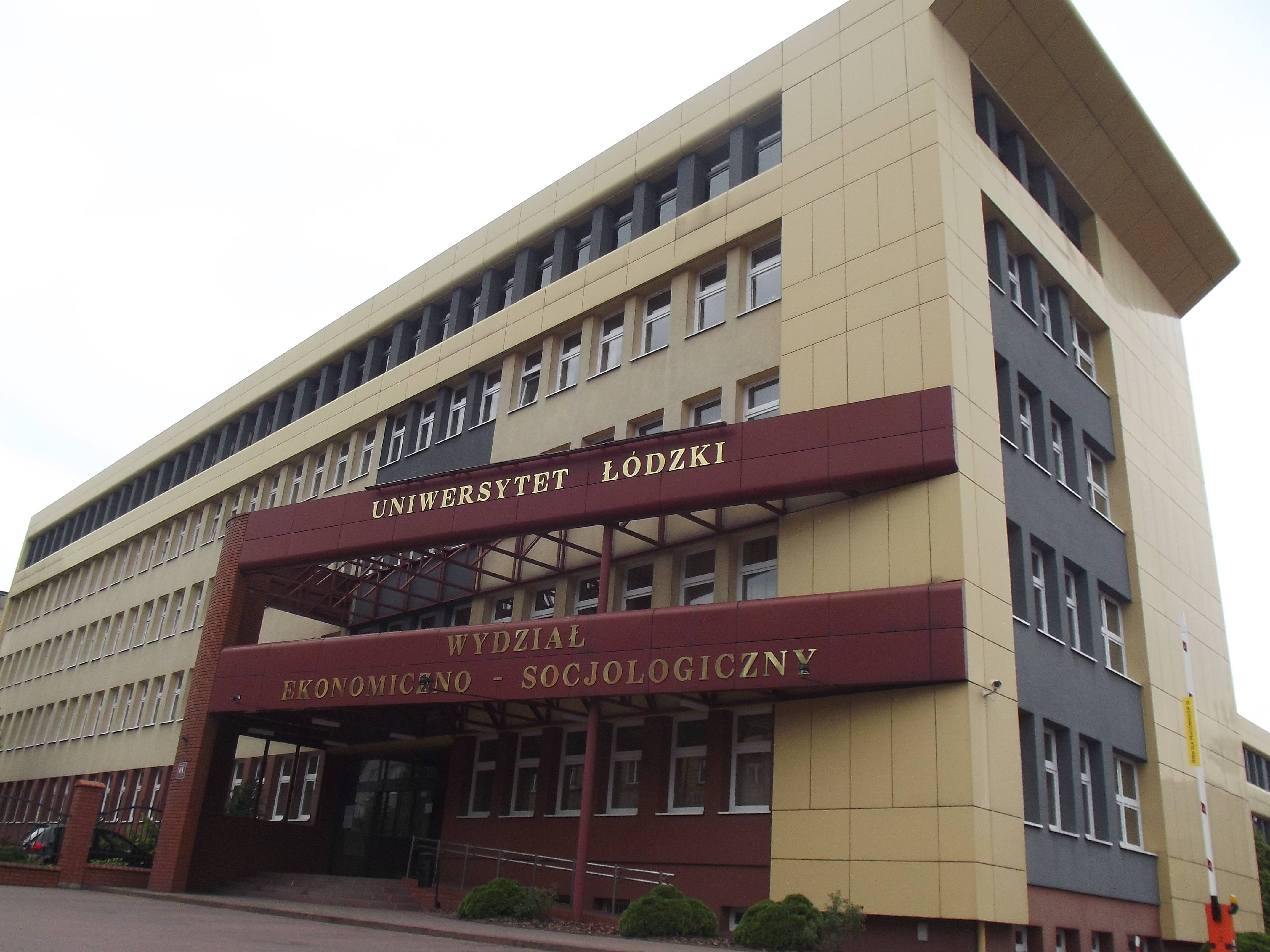
Facultatea de Economie și Sociologie
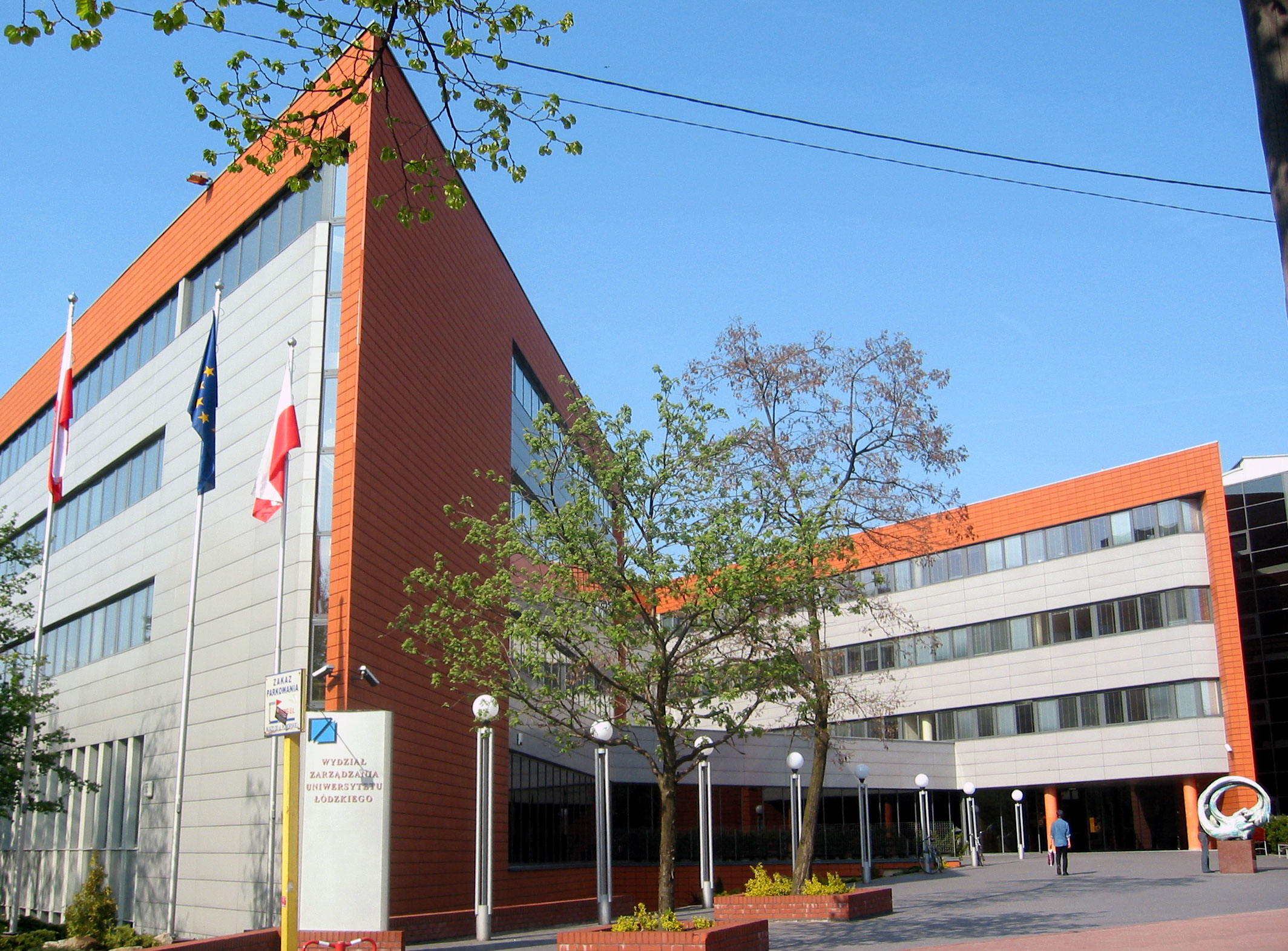
Facultatea de Management
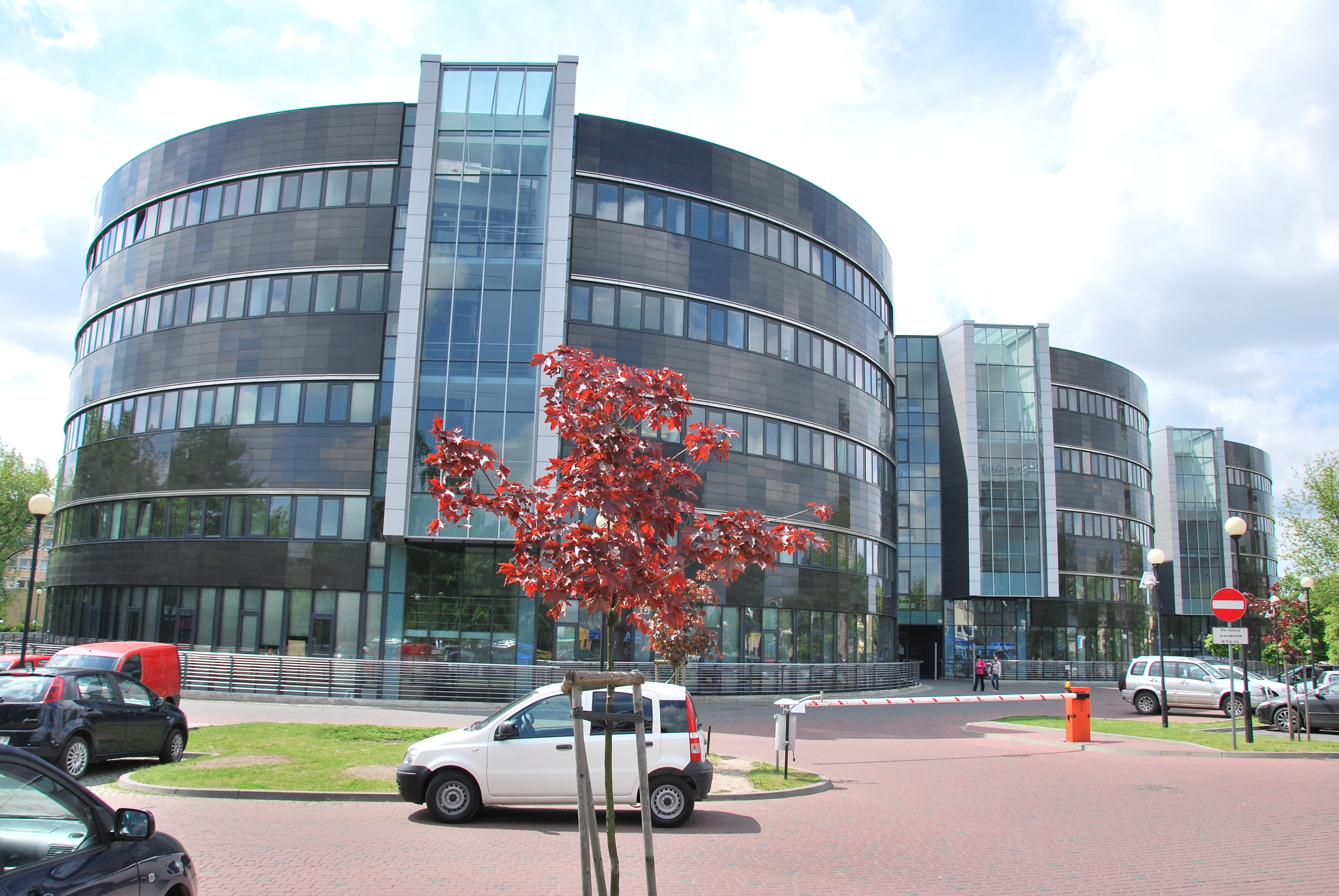
Collegium Iuridicum, Blocul Facultății de Drept
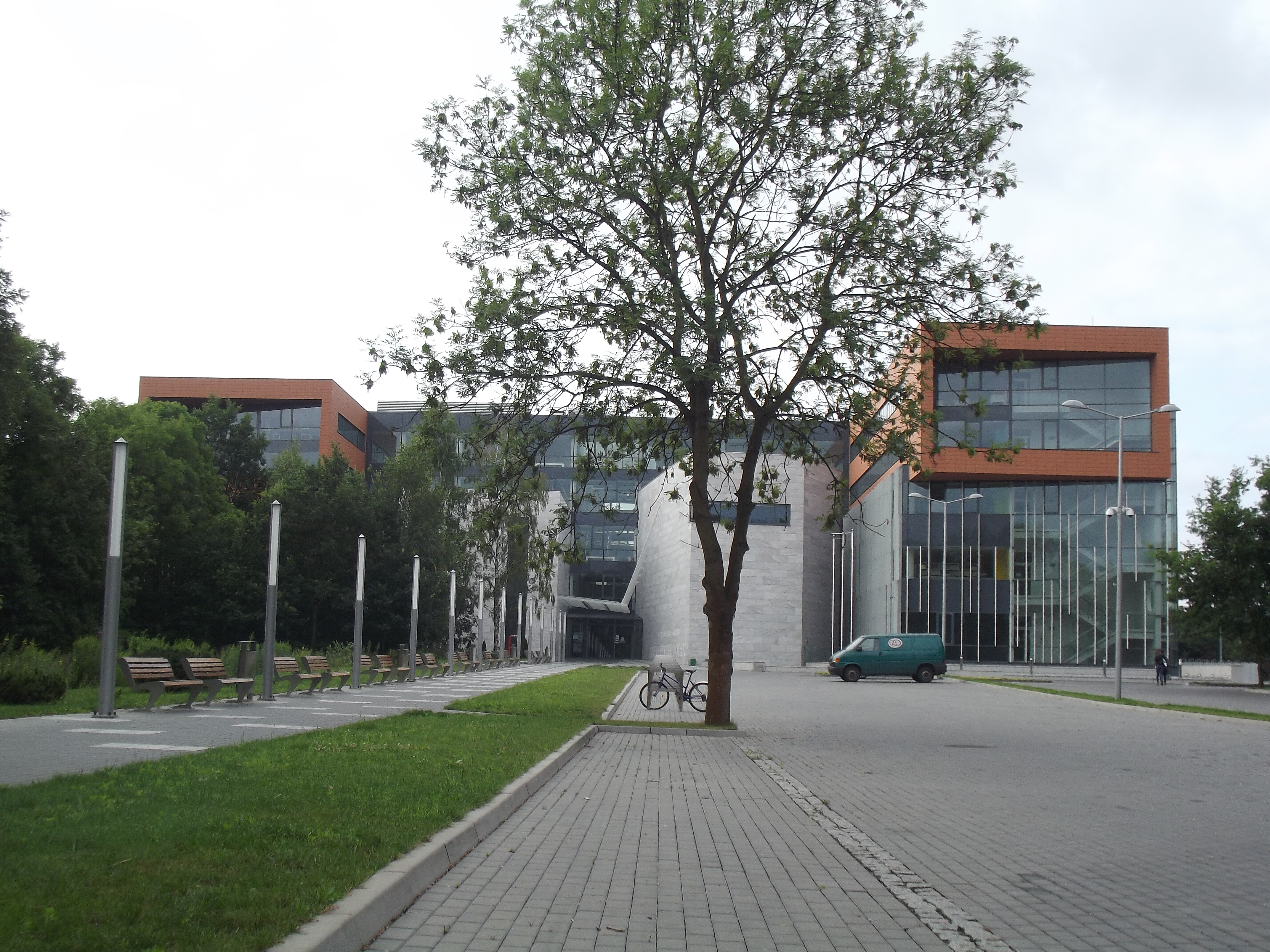
Blocul Facultății de Filologie
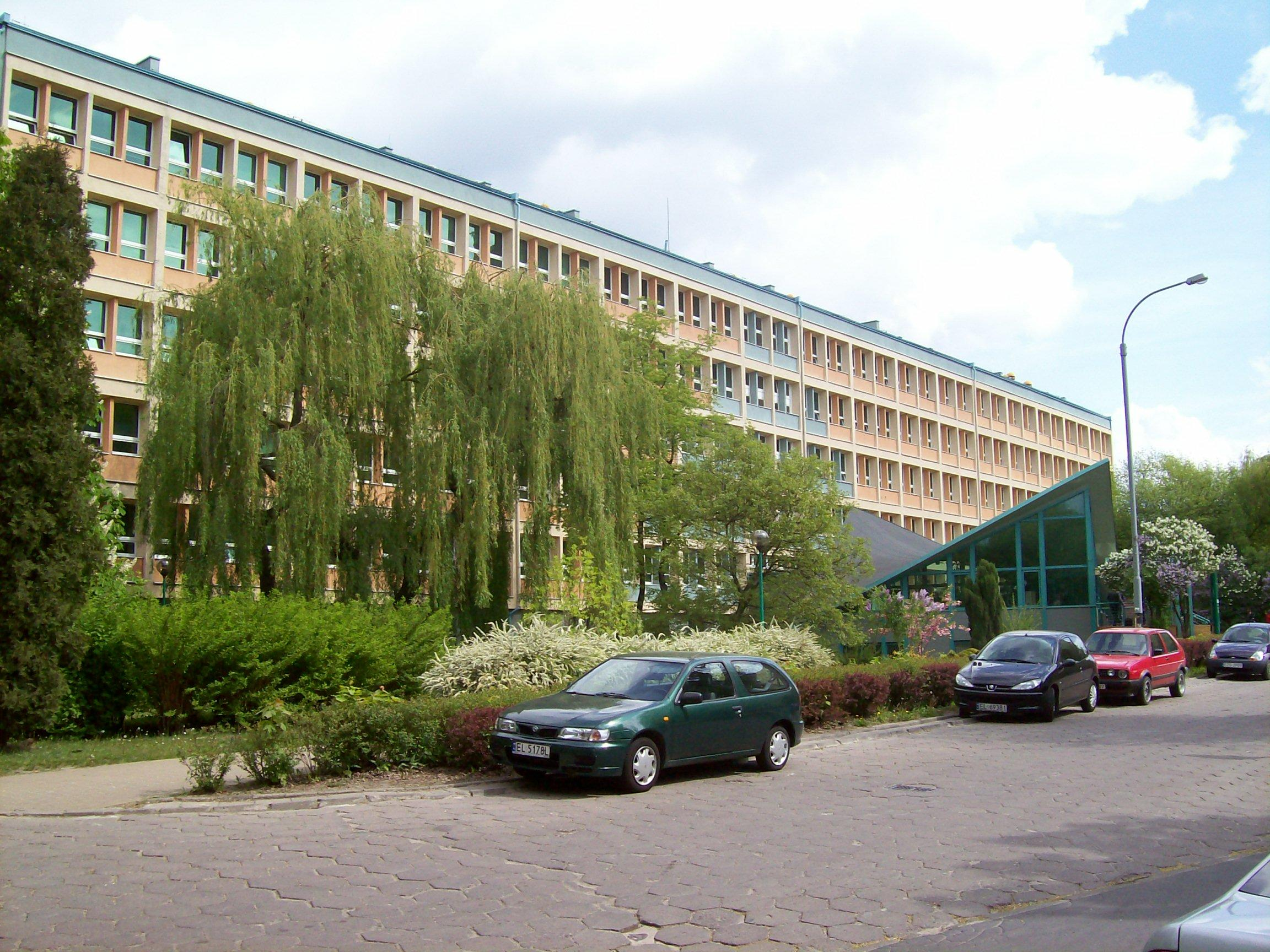
Blocul Facultății de Biologie și Protecția Mediului
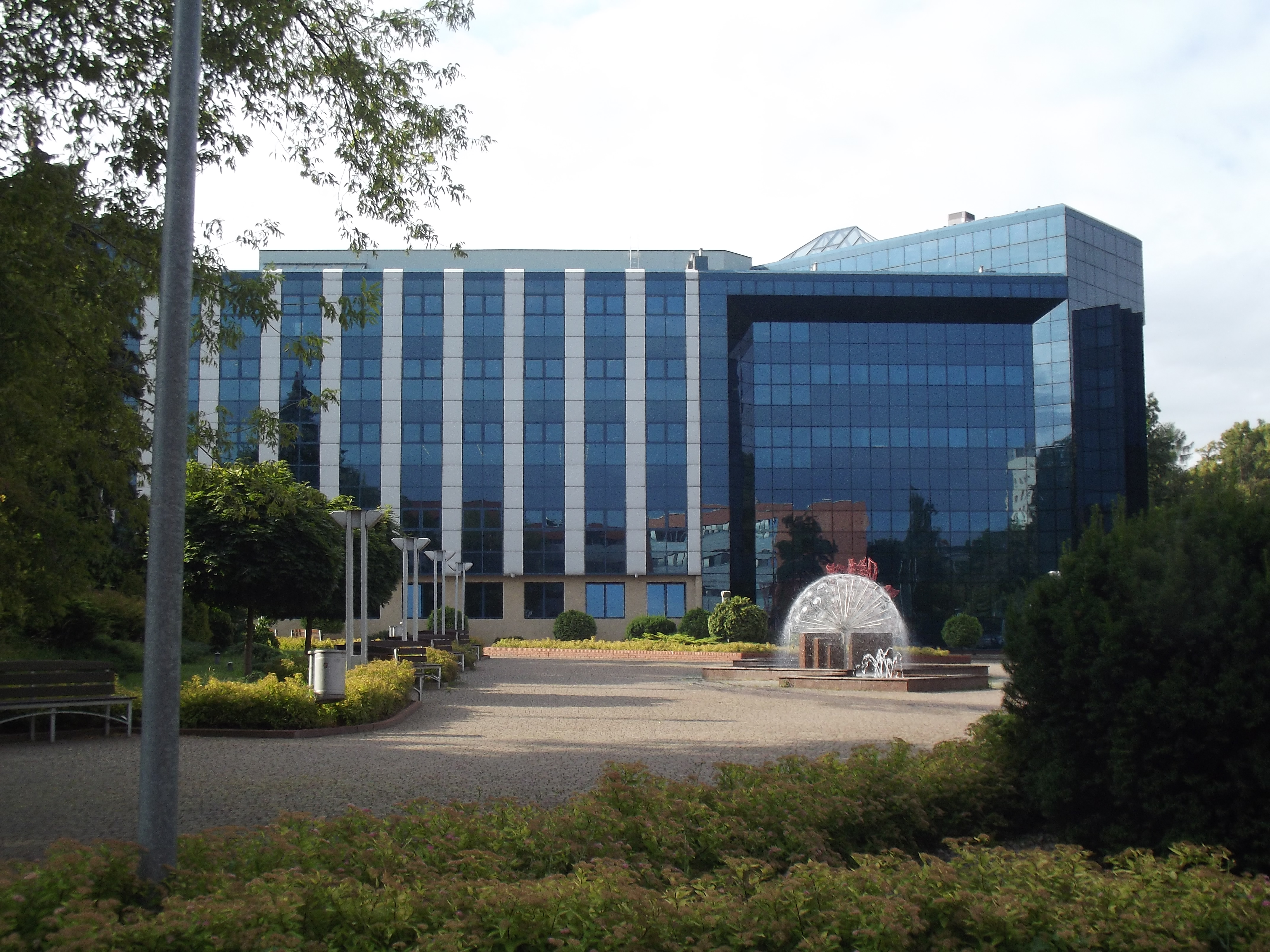
Biblioteca Universității